# Dysdercus andreae
Dysdercus andreae är en insektsart som först beskrevs av Carl von Linné 1758.  Dysdercus andreae ingår i släktet Dysdercus och familjen eldskinnbaggar. Inga underarter finns listade i Catalogue of Life.

## Bildgalleri

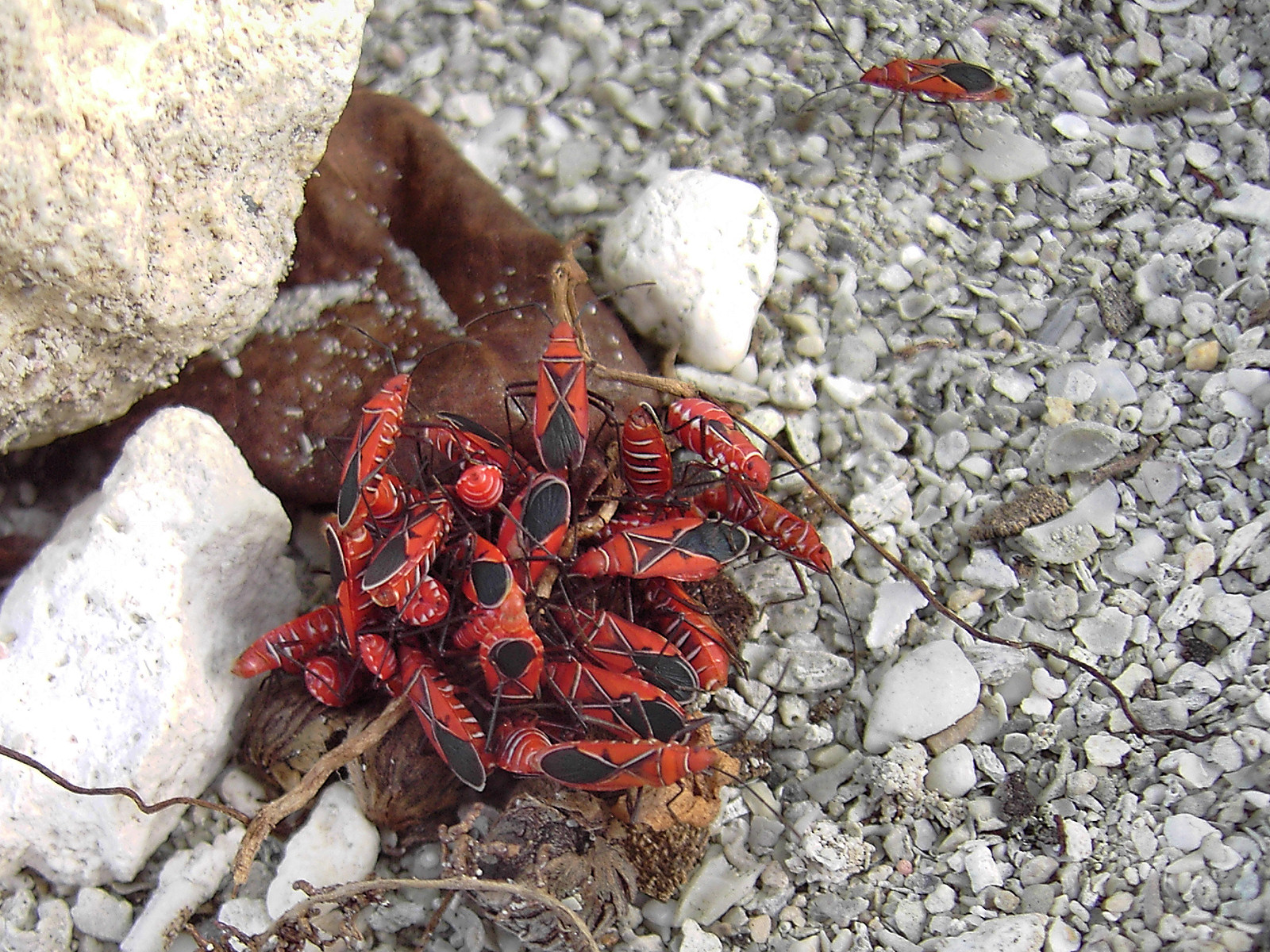